# Євреї в Башкортостані
Євреї в Башкортостані — одна з націй, що проживають у Республіці Башкортостан. Чисельність — 2 367 осіб (2002 рік), 98,8 % євреїв регіону — городяни (781 — в Уфі), на селі проживало 28 осіб (1 в Ніколо-Березівці (станом на 1 лютого 2014).
Мови євреїв Башкортостану — їдиш (українсько-галицький і білорусько-литовський діалект) і російська.

## Релігія
Релігія — юдаїзм. Головний рабин — Дан Кричевський. Синагога побудована в 2008 році, будувалася в парковій зоні по вулиці Блюхера в Уфі. Стара будівля синагоги розташовувалася в дерев'яному будинку по вул. Ханиковська, 54 (нині вул. Гоголя, 58). Поруч знаходилася двоповерхова кам'яна школа. До 1915 році побудована нова, кам'яна будівля синагоги поруч зі старою дерев'яною. У декоративному оздобленні цього будинку довільно використані елементи класицизму, бароко, модерну, візантійського і неоросійського стилів. Синагога була єдиним релігійним центром у всьому регіоні. Синагога, школа стала центром розселення євреїв в Уфі..
У будівлі синагоги працюють дитячий садок, гімназія, спортивний і тренажерний зали, музей пам'яті жертв Голокосту, басейн для ритуальних обмивань, благодійна їдальня.
Видаються щомісячні газети «Єврейська душа», «Шорашим».
Проводяться Дні єврейської культури, вільно проводяться релігійні свята.
Єврейське кладовище розташоване в Старій Уфі.

## Історія
На території Історичного Башкортостану євреї зафіксовані в 19 столітті. У 1859 році в Уфі жили три єврейські родини; дві складалися з переїхавших із Сибіру поселенців-засланців, одна з міщан Могильовської губернії.
В Уфимській губернії в 1865 році було 157, 1897—720 осіб (майже всі жили в містах Уфа, Стерлітамак, Белебей, Мензелинськ, Златоуст). За даними Єврейської енциклопедії, у 1880—1881 роках тут жило вже 300 осіб, 130 з яких є відставними нижніми чинами та членами їх сімей, 120 — ремісниками з сім'ями.
Наприкінці XIX століття в Оренбурзькій губернії майже половина єврейського населення займалася виробничою діяльністю, 33,8 % — торгівлею, 6,2 % — збройних силах, 3,7 % — інтелектуальною діяльністю і 10,7 % — іншими видами діяльності. Тоді ж в Уфимській губернії було 12 лікарів і дантистів, 43 кравці, 37 торговців, 12 майстрів-годинникарів, 36 осіб у збройних силах. До 1920 року чисельність євреїв досягла 4,6 тис. осіб. Найбільша чисельність відмічена в Уфимському (3762) і Белебеєвському кантонах (666).
За даними перепису 1926 року в Башкирській АРСР число євреїв становить лише 2 185 (47,2 % від показників 1920 року). За даними перепису населення, проведеного в 1939 році в Башкирській АРСР, було 3796 євреїв, причому в сільській місцевості 675 чоловік, що склало 17,3 % — найвищий з аналогічних показників за всі роки
Зростання чисельності євреїв тривав і після Другої світової війни. Перепис 1959 року врахував у БАРСР понад 7,4 тис. євреїв (з вищою та середньою освітою було 690 осіб на одну тисячу).
З середини 60-х років XX століття чисельність зменшується: у 1970 році — 6,7 тис., 1979 рік — 5,9 тис., 1989 рік — 4,9 тис. і у 2002 році — 2,4 тис. Головна причина — еміграція. Якщо на початку 70-х років Башкирію покинуло дві єврейські родини, то за останнє десятиліття за кордон виїхало близько тисячі чоловік, в основному до Ізраїлю, а також у США. В 1994 році в Республіці Башкортостан проживало 3968 євреїв (80,8 % від числа євреїв 1989 року). З початку 2008 року з Уфи в Ізраїль не переїхала жодна людина
Новий виток розвитку єврейської громади в Башкирії припадає на часи перебудови. У 1988 році в Уфі зареєстрований перший у Росії клуб любителів єврейської культури, перетворений в 1992 р. в «Єврейський національно-культурний центр „Кохав“». При центрі постійно функціонують школа з вивчення івриту, бібліотека, група милосердя. У 1991 році засновується Асоціація башкирсько-ізраїльського ділового співробітництва. У 1998 році відкритий благодійний фонд «Хесед Лея», волонтери якого допомагають літнім людям та інвалідам.
Однією з дивних рис існування юдейської громади в мусульманському регіоні стало зближення з існуючими звичаями, асиміляція. Цьому сприяла спільність релігійних традицій: обрізання на восьмий день життя хлопчика, повноліття в 12-13 років, заборона на споживання свинини, поховання небіжчиків у день смерті або на інший день у савані та інше. В ізраїльському місті Хайфа проживає велика кількість колишніх жителів Башкирії, вони організували «Хайфське об'єднання вихідців з Башкортостану», спільно проводять єврейські й башкирські свята.
У роки Радянської влади були відсутні релігійні відмінності між євреями і неєвреями, як і сам інтерес до юдаїзму, оскільки євреї були в більшості своїй членами ВЛКСМ, КПРС і розвивали ідеї марксизму-ленінізму. У ХХІ столітті наукові основи ідей Маркса, Енгельса, Леніна не забуті євреями і живуть в умах переселенців в Ізраїлі.

## Єврейські організації

### Уфа[8]
- Відділення «РЄК», вул. Леніна, 97/2
- Єврейська національно-культурна автономія Республіки Башкортостан, вул. Леніна, д. 97/2
- Громадська організація «Єврейська національно-культурна автономія міста Уфи», вул. Леніна, д. 97/2
- Єврейський Благодійний Фонд «Хесед Лея», вул. Леніна, д. 97/2
- Уфимська єврейська релігійна громада «Ор Авнер Хабад Любавич» (ФЕОР), вул. Комуністична, 82
- Недержавна освітня установа "Єврейська середня школа «Ор Авнер», вул. Герцена, 14

### Стерлітамак
- «Єврейська громада м. Стерлітамака».

### Салават
- «Єврейська громада м. Салавата».

## Відомі люди Башкортостану
Микола Якович Кисельов врятував під час Другої світової війни життя 218 єврейським жителям села Долгіново, вивівши їх за лінію фронту в серпні—жовтні 1942 року.